# På kryss med Blixten
På kryss med Blixten är en svensk film  från 1927 i regi av Edvard Persson. 

## Om filmen
Filmen premiärvisades 26 december 1927. Inspelningen skedde vid Husarkasernen i Malmö med foto av Anders Lindkvist. 1942 gjorde Hertzberg tillsammans med direktören för företaget Specialfilm, Olof Hallberg en eftersynkroniserad ljudfilmsversion av filmen, där Edvard Perssons röst imiterades av skådespelaren Gunnar Ekvall. Edvard Persson stämde då sin förre kumpan och dennes nye kompanjon, som av Stockholms Rådhusrätt dömdes till 1 000 svenska kronor i skadestånd till Edvard Persson samt att samtliga kopior av ljudfilmsversionen skulle förstöras.

## Rollista i urval
- Edvard Persson – Blixten
- Adolf Jahr – Rickard
- Käte Schnitzer – Mary, godsägardotter
- Mim Ekelund – Emma, fiskarflicka
- Jullan Kindahl – Månsson, änka
- Knut van der Burg – "Greven"
- Torre Cederborg – trotjänare
- Carl O. Hertzberg – smugglarkapten
- Willi Holtze – bov